# 露螽亚科
露螽亚科（學名：Phaneropterinae）是螽斯科的直翅目昆蟲之下一個亞科，包括85個屬、接近2060個物種，遍佈全世界。
本亞科的學名源於舊世界物種露螽屬（Phaneroptera），因為這個屬的物種的內翅尖端外露（phanero-+ptera）。

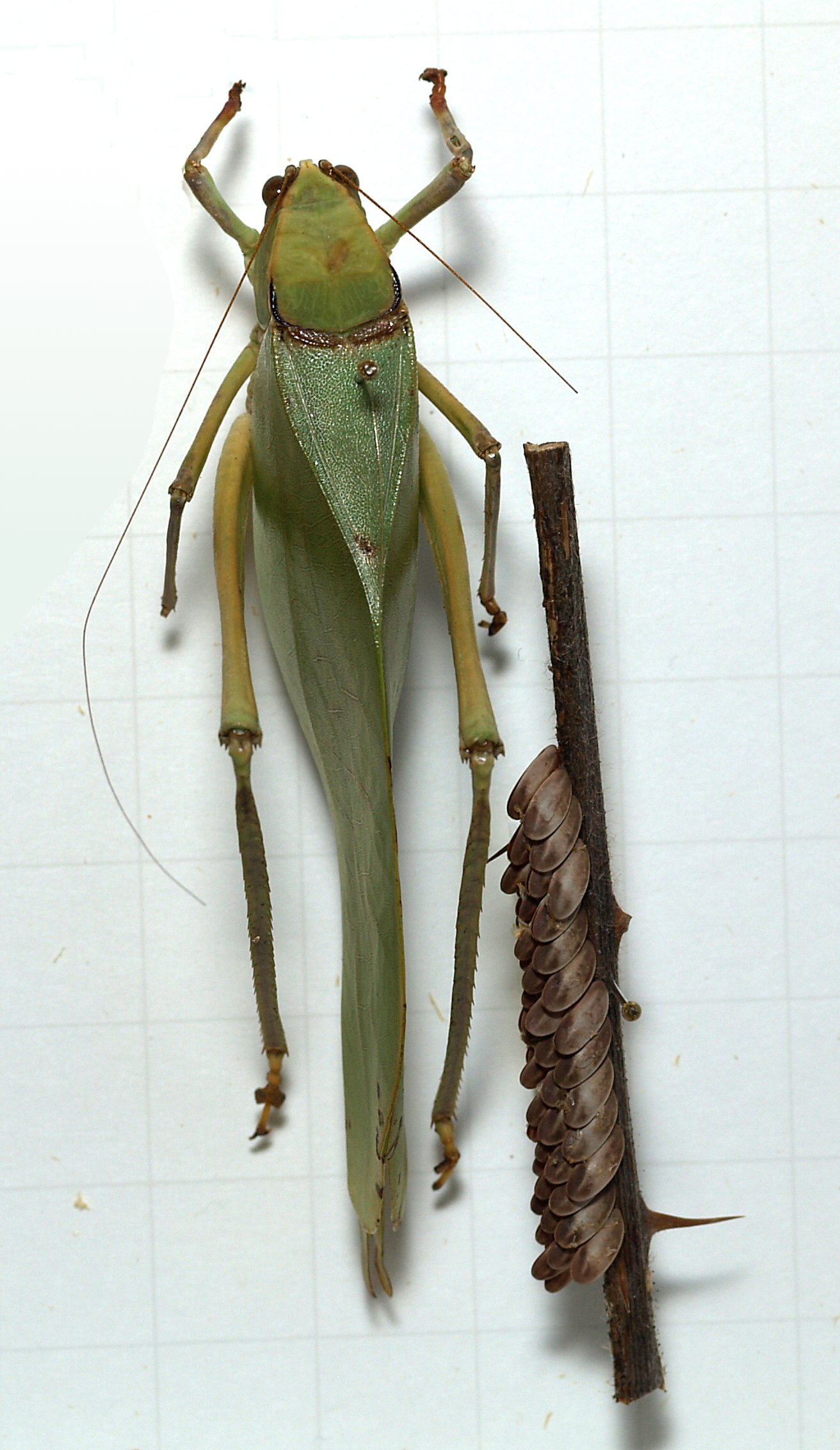
Adult Phaneropterinae species with eggs

## 分類學
露螽亚科是由德意志帝國的动物学家Hermann Burmeister於1838年建立。截至2019年1月，根據《直翅目物種檔案》（Orthoptera Species File）列出本亞科接近100個屬可再細分為下列各個族、亞族：

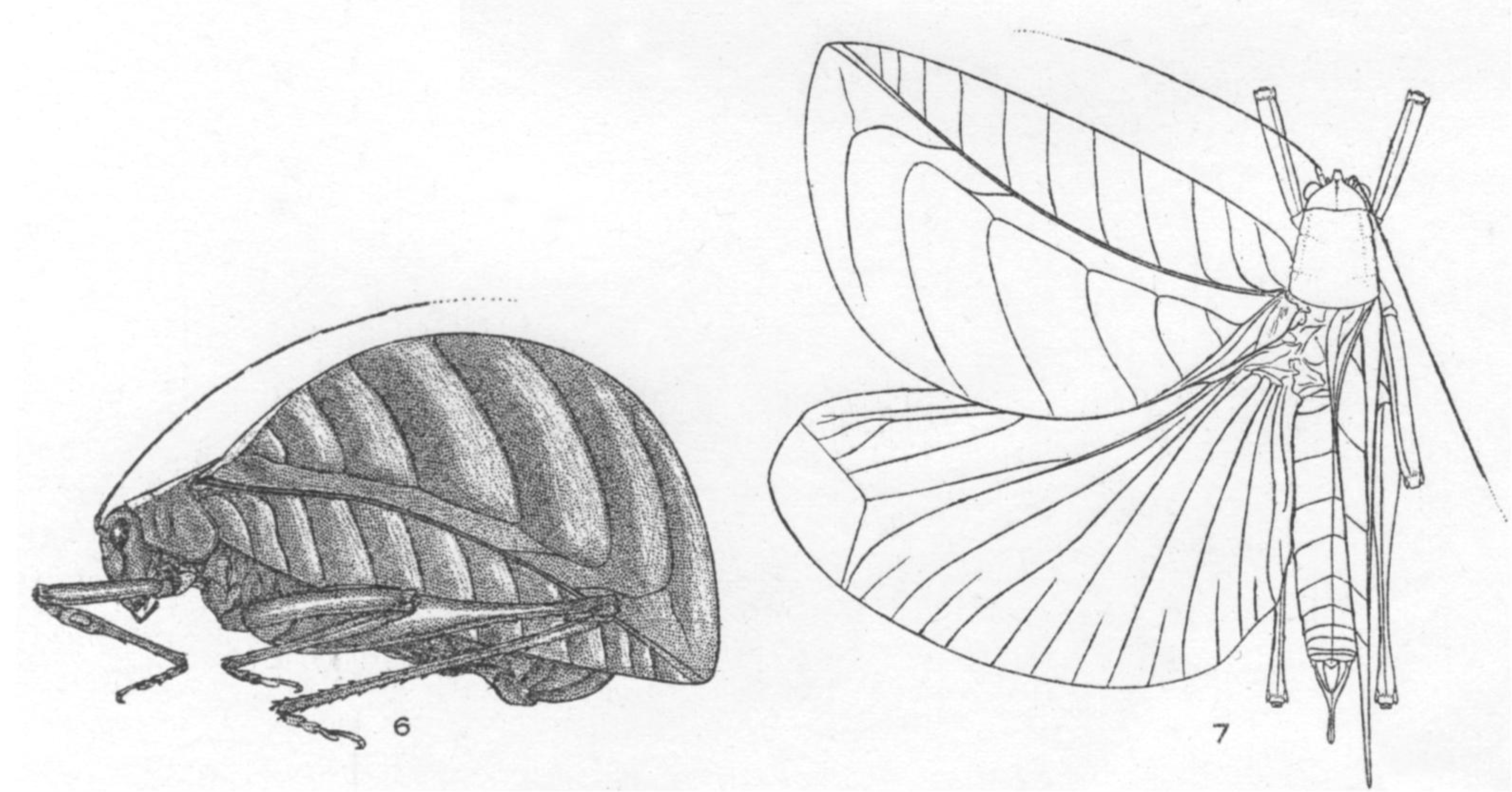
Eulophophyllum thaumasium 雌蟲
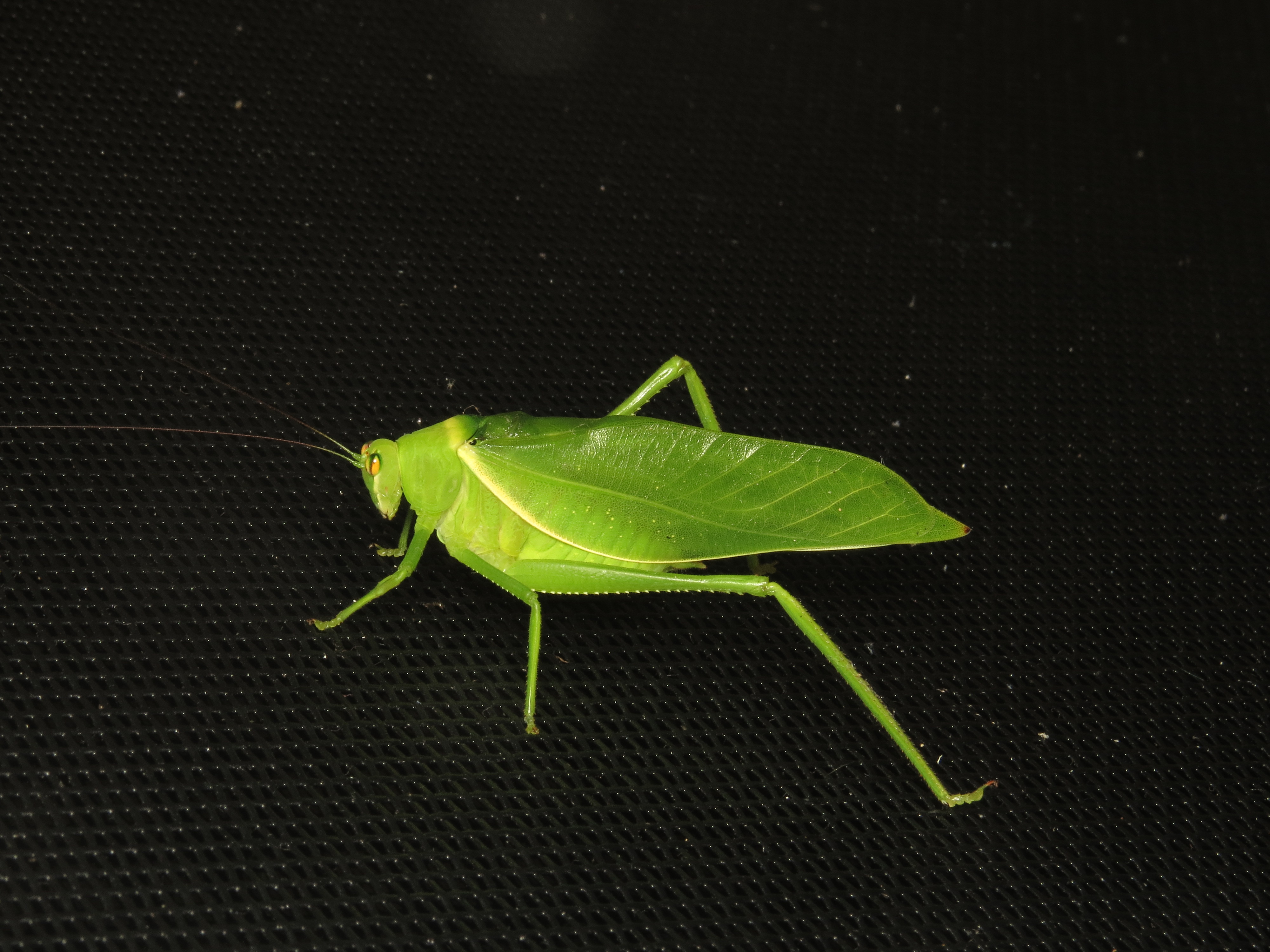
Paracaedicia serrata

## 外部連結
- 維基物種上的相關：露螽亚科